# Stann Creek District
Stann Creek ist einer von sechs Verwaltungsbezirken (Districts) in Belize in Mittelamerika und liegt an der Karibikküste. Die Einwohnerzahl des Distrikts Stann Creek beträgt 31.000 (Fortschreibung 2006).

## Städte und Orte
Die Hauptstadt des Distrikts ist Dangriga (ehem. Stann Creek Town) – weitere Städte und Dörfer in Stann Creek sind Big Creek, Placencia, Independence, Mango Creek, Mullins River und Hopkins.